# Behance
Behance は、 アドビが運営するクリエイターのためのソーシャルメディアプラットフォームで、「 創造的な作品を紹介し、発見する」ことを目指す。  マーケティング時などでのスタイルとして：Bēhance：（ビハンス）を用いることがある。
LinkedIn 、 AIGA 、 Adweek 、 Cooper-Hewitt、National Design Museum 、およびアートセンターカレッジオブデザイン 、 ロードアイランドスクールオブデザイン （RISD）、 スクールオブビジュアルアーツ （SVA）、 サバンナカレッジオブアートアンドデザインなどのビジネス（SCAD）、およびメリーランドインスティテュートカレッジオブアート （MICA）などの企業・教育機関がサービスを利用している。  2018年7月時点で、Behanceには1,000万人がいる。 

## 歴史
Behance（ビハンス）は2005年11月にMatias CoreaとScott Belskyによって設立された。  同社は、2012年12月に1億5,000万ドルでアドビに買収され、運営されている。 

## サービスの機能・概要

### Behance（ビハンス）の基本的な機能
ユーザーはBehanceに登録することで、プロジェクト（ポートフォリオ）で構成されるプロフィールを作成することができる。 登録ユーザーと未登録ユーザーの両方が、特定のプロジェクトを「評価」し、それらにコメントすることができる。 また、ユーザーは、他のユーザーのプロフィールをフォローすることができる。 

#### Adobe Portfolio
Adobe Portfolio（旧：ProSite）は、Behance（ビハンス）と連携することのできるWebポートフォリオ作成ツールである。 WeeblyやJoomlaなどの一般的なツールに似ているが、Behanceに登録したプロジェクトとポートフォリオを同期することができる。  Adobe PortfolioでWebポートフォリオを作成するためには、Adobe Creative Cloudのサブスクリプション契約を結ぶ必要がある。       

## 受賞歴
- 2009 Webby Award Finalist (The Behance Network) – Self-Promotion/Portfolio Category
- 2009 Silicon Alley Insider Award Finalist – Most Loved Product or Service[9]
- 2011 Webby Award Winner (The 99%) – Best Cultural Blog[10]
- 2017 Webby Award Winner (Behance) – Community[11]